# Bojan Kirilow Mednikarow

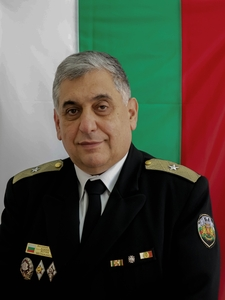
Flottillenadmiral Bojan Mednikarow

Bojan Kirilow Mednikarow (bulgarisch Боян Кирилов Медникаров; * 8. Oktober 1961 in Warna) ist ein Flottillenadmiral der Bulgarischen Marine und seit 27. Mai 2011 Kommandeur resp. Rektor der Marineakademie Warna.

## Militärische Laufbahn
Bojan Mednikarow wurde am 8. Oktober 1961 in der Stadt Warna, Bulgarien, in der Familie von Kapitän zur See Kiril Mednikarow geboren.
Er absolvierte 1984 die Marineakademie „Nikola Jonkow Wapzarow“ in der Stadt Warna, Bulgarien, mit Master-Abschluss im Fach „Nautik für die Marine“ als Jahrgangsbester. Bojan Mednikarow trat in die Bulgarische Marine als Leutnant zur See und als Kommandeur eines Flugkörperschnellbootes im Rahmen der Leichten Marinebrigade in der Stadt Sozopol, Bulgarien ein. Es folgten Beförderungen zum stellvertretenden Schiffskommandant, Schiffskommandant, Kommandeur einer taktischen Gruppe von Schiffen, Stabschef der Division Schiffe.
Er absolvierte 1992 die Marineakademie „Admiral Kusnezow“ in St. Petersburg mit Goldmedaille.
Von 1994 bis 1995 war er „Oberstellvertreter des Chefs des Stabes im Marinekommando Operative Führung Eingreifkräfte“ im Hauptquartier der Bulgarischen Marine in der Stadt Warna, Bulgarien.
Im Zeitraum 1995 bis 1998 war er stellvertretender Leiter des Lehrstuhls „Organisation und Management von militärischen Formationen auf taktischer Ebene“ des Zentrums für Postgraduierten-Qualifikation und Leiter des Fachbereichs „Stabskommando“ an der Marineakademie Warna. Bojan Mednikarow wurde im Jahre 1999 der Doktor-Titel verliehen, und er wurde im Jahre 2000 zum außerordentlichen Professor für „Organisation und Management der Streitkräfte“ ernannt.
Im Jahre 2001 diente er als Leiter der Abteilung für Seestreitkräfte an der Militärakademie „Georgi Stojkow Rakowski“ in der Stadt Sofia, Bulgarien, wo er im Jahre 2006 das Masterstudium „Strategische Verteidigung und Führung der Streitkräfte“ als Jahrgangsbester abschloss. Im Fachbereich 05.12.02 "Militärpolitische Aspekte der Sicherheit" wurde er im Jahre 2008 zum „Doktor der Militärwissenschaften“, und im Jahre 2009 zum „Professor der Militärwissenschaften“ ernannt.
Im Zeitraum 2001 bis 2011 war er stellvertretender Leiter der akademisch-wissenschaftlichen „Abteilung für Lehre und Forschung“ an der Marineakademie Warna, die er seit dem 27. Mai 2011 als Kommandeur und als Rektor leitet.
Bojan Mednikarow war Präsident der „Vereinigung der Wissenschaftler in Bulgarien“, Sektion Warna, und wurde 2008 mit dem Wissenschaftspreis der Stadt Warna für seinen Beitrag zur Entwicklung der Sozialwissenschaften ausgezeichnet. Zusätzlich war er Leiter, stellvertretender Leiter und Mitglied in Forschungsteams, die mit dem Wissenschaftspreis der Stadt Warna im Bereich der technischen und der sozialen Wissenschaften in den Jahren 2009, 2012, 2013, 2014, 2015, 2017, 2022 und 2023 ausgezeichnet wurden.
Das wissenschaftliche Team unter der Leitung von Flottenadmiral Prof. Doktor der Militärwissenschaften Boyan Mednikarov erhielt 2023 eine Sammelauszeichnung für die erfolgreiche Umsetzung des Projekts „Forschungsschiff „St. St. Cyril und Methodius“ – eine einzigartige wissenschaftliche Plattform zur Erforschung der Weltmeere“.
Für seinen Beitrag zur Entwicklung der Meereswissenschaften und -bildung wurde er 2014 mit dem Preis der Bulgarischen See-Handelskammer „Heiliger Nikolaus“ ausgezeichnet.
Im Jahre 2016 wurde ihm das „Ehrenzeichen der Stadt Warna für Verdienste - Gold“ für seinen Gesamtbeitrag zur Entwicklung der maritimen Bildung und der maritimen Wissenschaft verliehen. Er ist seit 2016 Träger der Medaille „Black Sea Medal Awards“ der Schwarzmeer-Naturschutzkommission, die damit seine langjährige Arbeit im Bereich des Umweltschutzes und der Umweltverbesserung im Schwarzen Meer würdigte.
Flottillenadmiral Mednikarow war Gastgeber des Workshops „Sea dumped munitions and environmental risk“ der NATO Science and Technology Organization (STO). Das unter dem Dach der NATO erstmalige internationale Expertentreffen zu alter Munition im Meer mit Beteiligung des „Expertenkreises Munition im Meer“ des „Bund-Länder-Ausschusses Nordsee-Ostsee“ (BLANO), deren Vertreter u. a. über die Bergung und über die Vernichtung von Flugabwehrkanonenmunition verschiedener Kaliber in der Flensburger Förde vor Mürwik durch den Kampfmittelräumdienst Schleswig-Holstein (KRD SH0 -KRD SH) berichteten, fand im Oktober 2016 in Warna, Bulgarien, statt.
Die Hochschule für Verkehrswesen „Todor Kableshkow“ hat Flottillenadmiral Professor der Militärwissenschaften Bojan Mednikarow am 18. September 2017 die Ehrendoktorwürde (Dr. h. c.) verliehen.
Bojan Mednikarow ist Honorarprofessor an der Marineakademie „Mircea cel Bătrân“, Constanța, Rumänien, sowie Inhaber des Ehrenzeichens der Marineakademie in Gdynia, Polen.
Er ist Autor von mehr als 230 wissenschaftlichen Publikationen, die u. a. vier Monografien, 78 Studien und Artikeln sowie 128 wissenschaftliche Berichte umfassen. Mednikarow hat an der Erstellung von 17 Lehrbüchern und Lehrmitteln mitgewirkt.

### Dienst als Flottillenadmiral
Seit 27. Mai 2011 ist Bojan Mednikarow Kommandeur und Rektor der Marineakademie „Nikola Jonkow Wapzarow“ in Warna, Bulgarien. Auf diesem Dienstposten erhielt er am 1. April 2016 die Beförderung zum Kommodore, und am 9. Januar 2017 zum Flottillenadmiral. Seit dem 25. September 2023 ist Mednikarow Namensgeber für den Mednikarov Peak, einen Berg auf der antarktischen Alexander-I.-Insel.

## Lehre und Forschung an anderen Institutionen
- Gastprofessor an der Militärakademie "Georgi Stojkow Rakowski", an der Medizinischen Universität Warna;
- Honorarprofessor an der Freien Universität Warna „Tschernorisez Chrabar“ (bulgarisch Черноризец Храбър) – Juristische Fakultät;
- Außerordentlicher Professor am Institut für Parallelverarbeitung von Informationen der Bulgarischen Akademie der Wissenschaften.[2]

## Positionen in anderen Organisationen
- seit 2007 – Mitglied von Armed Forces Communications and Electronics Association (AFCEA) -Warna;
- seit 2008 – Mitglied des Wissenschaftlichen Beirats des Instituts für Hydro- und Aerodynamik der Bulgarischen Akademie der Wissenschaften;
- seit 2011 – Mitglied des Wissenschaftlichen Rates des Instituts für Ozeanologie der Bulgarischen Akademie der Wissenschaften;
- seit 2011 – Mitglied der Geschäftsleitung der International Association of Maritime Universities (IAMU);
- seit 2012 – Mitglied des Institute of Electrical and Electronics Engineers (IEEE);
- seit 2012 – Mitglied der International Federation of Automatic Control (IFAC);
- für 2015 – Präsident des Verbandes der maritimen Bildungseinrichtungen im Schwarzmeerraum.[2]

## Internationale Beziehungen im Rahmen der ENASC
Im Rahmen der „European Naval Academies' Superintendents Conference“ (ENASC) bestehen intensive internationale Beziehungen u. a. zu folgenden Marineakademien:
- Accademia Navale di Livorno, Livorno, Italien;
- Belgian Royal Military Academy, Brüssel, Belgien;
- Britannia Royal Naval College, Dartmouth, Vereinigtes Königreich;
- École Navale, Brest, Frankreich;
- Escuela Naval Militar, Pontevedra, Spanien;
- Finnish Naval Academy, Helsinki, Finnland;
- Hellenic Naval Academy (Σχολή Ναυτικών Δοκίμων), Piräus, Griechenland;
- Marineschule Mürwik, Flensburg, Deutschland;
- National Maritime College of Ireland, Cork, Irland;
- Naval Academy „Mircea cel Batran“, Constanta, Rumänien;
- Polish Naval Academy, Gdynia, Polen;
- Portuguese Navy Escola Naval, Almada, Portugal;
- Royal Danish Defence College, Kopenhagen, Dänemark;
- Royal Danish Naval Academy, Kopenhagen, Dänemark;
- Royal Netherlands Naval College (Koninklijk Instituut voor de Marine), Den Helder, Niederlande;
- Royal Norwegian Naval Academy, Laksevåg, Norwegen;
- Swedish Naval Warfare Center, Stockholm, Schweden;
- Turkish Naval Academy, Tuzla/Istambul, Türkei;
- United States Naval Academy, Annapolis, USA.

## Schriften (Auswahl)
- A „vicious agent“ modelling approach for testing port security systems.[10]
- An Alternative of the System Approach to Functional Aspects Analysis of the Maritime Crisis Management System. Information & Security, An International Journal, Models and Simulations in Support of Transformation, Volume 22, 2007, p.p. 102 – 122, (co-author K. Kalinov).
- An Application of the System Approach to the Process of Navy’s Critical Infrastructure Development. Information & Security, An International Journal, Models and Simulations in Support of Transformation, Volume 22, 2007, p.p. 138 – 150, (co-author N. Dimitrov, K. Kalinov).
- An approach for „vicious agent“ modeling when testing a model of port security system. // NATO ARW 983490 „Human Systems Integration to Enhance Maritime Domain Awareness for Port/Harbour Security Systems“, Rijeka, Croatia, 8-12 December, 2008, (co-author N. Stoyanov).
- Case study from Bulgaria – Building a Conceptual Model for Simulation Architecture in Support for Education and Training. // Military Modelling & Simulation Conference, 2008, Singapore, 26-29 August 2008, (co-authors K. Kalinov, N. Stoyanov).
- Challenges to Education and Training in the Field of Harbour Protection Security. Maritime Transport & Navigation Journal, Volume 1, Number 1, September 2009, Constanta: Nautica, 2009, pp. 46-53, (co-author K. Kalinov, N.Stoyanov).
- Challenges, risks and threats to maritime sovereignty / the Bulgarian standpoint/. // NATO Security Through Science Programme, Advanced Study Institute, “Security Sector Transformation in the Wider Black Sea Area”, 10-18 April 2007, Bansko, (co-author K. Kalinov).
- Conceptual model of port security simulating complex (Bulgarian Standpoint).[11]
- Conceptual model of port security simulating complex (Bulgarian Standpoint).// Marine Navigation and Safety of Sea Transport, Editor Adam Weintrit, Taylor & Francis Croup, London, 2009, ISBN 978-0-415-80479-0, pp.341-346, (co-authors K. Kalinov, N. Stoyanov).
- Einrichtung und Anwendung des Systems zum Schutz der Meeressouveränität der Republik Bulgarien in einem sich wandelnden Sicherheitsumfeld [Изграждане и използване на системата за защита на морския суверенитет на Република България в променящата се среда за сигурност], Militärakademie "Georgi Stojkow Rakowski". (Dissertation, Doktor der Militärwissenschaften, 2007).[5][4]
- Faculty motivation and the role of social capital in higher education. Journal of Marine Technology and Environment, vol I, Constanta: Nautica, Universitatea Maritimay Constanta, 2008, ISSN 1844-6116, pp. 31-44, (co-author D. Kanev).
- Local Risk Proneness in Analytically Approximated Utility Functions under Monotonically Decreasing Preferences.[12]
- Maritime Education and Crisis Management in Maritime Activities. IAMU Journal, Vol. 6, No 1, August 2009, Tokyo, Japan, pp.58-70, (co-author P. Dereliev).
- Maritime education and training of seafarers at the beginning of XXIth century – challenges and prospects. Marine Thought. Varna: ОРКА studio, 2004, p. 144-149.
- Methodological issues of preparing and conducting computer-assisted exercises on maritime security matters. // Proceeding of the 9th Annual General Assembly of IAMU, San Francisco, California, USA, 19. bis 22. Oktober 2008, Common Seas, Common Shores: The New Maritime Community, Editors Dr. Donna Nincic and Dr. Graham Benton, San Francisco: The California Maritime Academy, 2008, pp. 289-302, (co-authors P. Dereliev, K. Kalinov).
- New Perspectives for Enhancing Educational and Research Activities on Maritime Security Problems at N.Y.Vaptsarov Naval Academy.// World Maritime Excellence, Proceeding of the 8th Annual General Assembly of IAMU, Odessa Maritime Academy, Odessa, 17-19 September 2007, Одеса: АО БАХВА, 2007, pp.127-144, (co-author K. Kalinov).
- Optimization of statuses and human behaviour in stressful situations by the ship. Journal of Marine Technology and Environment, vol I, Constanta: Nautica, Universitatea Maritimay Constanta, 2010, pp.21-24, (co-author J. Bakalov).
- Planning of Security Sector Capabilities for Protection of Maritime Sovereignty.// Scientific Support for the Decision Making in the Security Sector, IOS Press, Amsterdam, 2007, ISB№ 978-1-58603-760-4, pp. 72-86, (co-author T. Tagarev).
- Possibilities to enhance interagency and international mechanisms for maritime crisis management in the Black sea region. // NATO Security Through Science Programme, Advanced Study Institute, “Security Sector Transformation in the Wider Black Sea Area”, 10-18 April 2007, Bansko, (co-author K. Kalinov).
- R&D Activities in the Context of the Transformation of the National Maritime Security System. // Security and Defence R&D Management: Policy, Concepts and Models, International Conference 29-31 May 2008, Varna, Sofia: Avangard Prima, 2009, pp. 141-152.
- Structured Description of Naval Tasks. Information & Security, An International Journal, Transforming the Navy, Volume 13, 2004, p. 25-34, (co-author P. Dereliev).
- Terrorism on the sea, piracy and maritime security. Information & Security, An International Journal, IT, Emerging, Comercial Capabilities, Terrorism, Volume 19, 2006, p. 102-114. (co-author K. Kolev).
- The C4I System Concept and the Control of National Sea Spaces. Information & Security, An International Journal, Transforming the Navy, Volume 13, 2004, p. 115-125. (co-author P. Dereliev).
- The role of State-of-the Art Technologies for Developing a Modern Organizational Culture in Maritime Safety and Security Matters. // MET Trends in the XXI Century: Shipping Industry and Training Institutions in the global environment – area of mutual interests and cooperation, Proceeding of the 10th Annual General Assembly and Conference of IAMU, Saint-Petersburg, 19-21 September 2009, Editor Vladimir Loginovsky, Admiral Makarov State Maritime Academy, 2009, pp. 43-51, (co-authors K. Kalinov, N. Stoyanov).
- The role of the Bulgarian naval education in the process of maritime security sector transformation. // Annual, Department Peace Keeping operations and language training, G.S. Rakovski Defence and Staff College, Sofia, 2008, ВА, 2008, pp. 5-38, (co-author K. Kalinov).
- The „N. Vaptsarov“ Naval Academy – A 127 year old flagman of the Bulgarian maritime education and science. Analele Universităţii Maritime din Constanţa, Anuaul IX, Volumul 11, Constanta: Nautica, 2008, pp. 67-72.
- Theory and practice of complex SAR operations in the conditions of the Black sea. Journal of Marine Technology and Environment, vol II, Constanta: Nautica, Universitatea Maritimay Constanta, 2009, pp.69-78, (co-author P. Dereliev).
- Verbesserung der Effizienz von Operationen der Streitkräfte der Marine bei Verteidigungsoperationen der Bulgarischen Armee [Повишаване на ефективността на действията на ударните сили на ВМС в отбранителната операция на Българската армия], Marineakademie Warna. (Dissertation, Doktor, 1999).[5][4][2]